# Pupazzi alla riscossa
Pupazzi alla riscossa (UglyDolls) è un film d'animazione del 2019 diretto da Kelly Asbury e scritto da Larry Stuckey, Erica Rivinoja, Blaise Hemingway.

## Trama
In un universo nascosto in una fabbrica di giocattoli, esiste una terra chiamata Uglyville, dove tutti i pupazzi deformati, detti anche "Uglies", vengono portati attraverso un tunnel. Nel villaggio vige la divergenza e la stravaganza, e non è necessaria alcuna perfezione; tra i suoi abitanti vive Moxi, che sogna di vivere nel "Grande Mondo" e di essere scelta da un bambino, nonostante il Sindaco Ox ritenga che tale sogno sia un mito.
Un giorno, Moxi entra nel tunnel e riesce a raggiungere il Grande Mondo, seguita dai suoi amici Wage, Ugly Dog, Lucky Bat e Babo. I cinque scoprono l'Istituto di Perfezione, dove vengono addestrate le "Pretties", le Bambole Perfette; l'Istituto è gestito dal giovane Lou, un ragazzino biondo e snello, dal carattere vano e superficiale, il quale dichiara che gli Uglies non hanno alcuna possibilità di entrare nell'Istituto, tanto meno di superare il Guanto di Sfida, una corsa a ostacoli a forma di casa umana dove una bambola deve meritarsi l'uso del portale che conduce al mondo degli umani. Di fronte alla positività di Moxi, Lou alla fine accetta di fare addestrare lei e i suoi amici, ma intanto manda le sue tre Spy Girls a scoprire da dove vengono gli Uglies.
I primi giorni di addestramento si rivelano disastrosi, ma Mandy, una delle Pretties, simpatizza con loro, avendo ella una vista scadente ma essendo anche impossibilitata a indossare gli occhiali per evitare di essere etichettata come "brutta" e buttata nel cestino. Mandy aiuta i protagonisti ad addestrarsi e a vestire la parte delle "bambole perfette". Intanto, le Spy Girls rapiscono Ox, e Lou costringe quest'ultimo ad ammettere, di fronte a Moxi, che in realtà era a conoscenza del Grande Mondo fin dall'inizio, dato che in passato si allenò con Lou per il Guanto di Sfida e aveva fallito di un soffio. Lou fa dunque cadere Ox nel tunnel, e questi cade nel centro riciclaggio dove le altre bambole vengono triturate, salvo poi riuscire fortunatamente a fuggire e a tornare a casa sano e salvo. Demoralizzati dalla consapevolezza di essere soltanto prodotti fabbricati andati a male, gli abitanti di Uglyville si disperano, e la stessa Moxi si rassegna al suo destino, ma Mandy la segue e la convince a tornare e a partecipare al Guanto di Sfida. Lou cattura però entrambe le bambole e decide di farle triturare dal centro riciclaggio, ma Ox arriva insieme agli altri abitanti di Uglyville e tutti salvano le due bambole.
Arriva il giorno del Guanto di Sfida, e l'intera popolazione di Uglyville riesce a farsi ammettere nella competizione; da parte sua, Lou decide che correrà insieme alle Spy Girls, intendendo nel frattempo sabotare segretamente le Uglies perché perdano. Ma durante la corsa, Lou si rivela essere un codardo, abbandonando i suoi compagni che vengono salvati dagli Uglies, e arriva persino a perdere il rispetto di tutti quando dà un calcio a un bambino robot, facendolo piangere; Moxi lascia perdere la gara e culla il bambino, portando tutti a fare altrettanto, eccetto Lou. Impietosito, il sistema dichiara Moxi e gli Uglies vincitori, in quanto il vero scopo di una bambola è rendere un bambino felice, mentre Lou perde nonostante abbia finito la gara. La rabbia del ragazzino lo porta a confessare di essere solo un prototipo, a cui era stato proibito di lasciare l'Istituto: lui stesso aveva infatti sabotato la gara di Ox nella speranza che venisse mandato a morire nel centro riciclaggio, non potendo sopportare che un pupazzo andato a male riuscisse a finire nel Mondo degli Umani al contrario di Lou, che si dichiarava perfetto.
Vedendo come tutti lo odiano e roso dalla rabbia, Lou distrugge il portale per il Mondo degli Umani, e nonostante venga preso e messo in una lavatrice dalle Pretties, il portale è comunque irrimediabilmente distrutto. Nonostante questo, gli Uglies e le Pretties lavorano insieme per costruire un portale nuovo e completamente aperto che non richiede nessuna prova per essere attraversato. Perfezione e Uglyville si uniscono e formano la Città di Imperfezione, guidata dal Sindaco Ox. Alla fine, Moxi attraversa il portale e raggiunge le braccia di Maizy, una bambina perfetta per lei in quanto anche a lei manca un dente.

## Produzione
Il film è stato prodotto dalla STX Entartainment, Alibaba Pictures, Troublemaker Studios, Reel FX Creative Studios, Huaxia Film Distribution, ed è costato 48 milioni di dollari di budget.

## Distribuzione
Il film è stato distribuito il 14 Novembre 2019 nelle sale cinematografiche statunitensi e lo stesso giorno anche in Italia.

## Colonna sonora
Il film presenta musiche cantante e scritte da Kelly Clarkson, Nick Jonas, Blake Shelton, Janelle Monáe, Bebe Rexha, Pentatonix, Anitta e Why Don't We. La colonna, UglyDolls (soundtrack), sonora è composta da Christopher Lennertz mentre le canzoni sono scritte da Lennertz con Glenn Slater e altri artisti, tra cui Pink, Marshmello e Steve Mac, per l'Atlantic Records.
Il brano eseguito da Kelly Clarkson, Broken & Beautiful, è stato pubblicato il 27 marzo 2019, come singolo principale della colonna sonora.

## Accoglienza

### Incassi
Il film ha incassato $20.2 milioni negli Stati Uniti e in Canada, e $11.2 milioni nel resto del mondo, per un totale $31.4 milioni.
Nel Nordamerica, UglyDolls è uscito insieme a The Intruder e Non succede, ma se succede..., e nella sua prima settimana d'apertura avrebbe dovuto incassare $12–14 milioni da 3,652 cinema; ha invece incassato $2.5 milioni al primo giorno, tra cui $300,000 dalle anteprime di martedì, e ha debuttato al quarto posto con $8.6 milioni. Nel secondo weekend il film ha perso il 51.8% dei guadagni, incassando $4.1 milioni e finendo settimo.

### Critica
Su Rotten Tomatoes, il film detiene un indice di gradimento del 27% in base alle 86 recensioni, con un voto medio di 4.40/10; il consenso generale ritiene: "Gli spettatori molto giovani apprezzeranno UglyDolls, se non altro perché è meno probabile che riconoscano i molti elementi familiari nella sua storia affermativa ma allo stesso tempo formosa." Su Metacritic il film detiene un voto medio di 39 su 100 in base alle 20 critiche, indicando un'accoglienza "generalmente sfavorevole". Gli utenti di CinemaScore hanno votato il film "B+" su una scala da A+ ad F, mentre quelli di PostTrak lo hanno votato 2.5 stelle su 5 e un indice del 51%.
Owen Gleiberman di Variety magazine lo ha votato positivamente, dichiarando: "la sincerità con cui UglyDolls contrappone la conformità senza macchia a un'anima sgraziata è toccante e, sì, istruttiva, in tutti i modi giusti." Jesse Hassenger di The A.V. Club lo ha votato con una C− commentando: "Come il suo antenato Trolls, UglyDolls combina una tenerezza sempreverde con una strana mancanza di valuta."

## Riconoscimenti
Il brano Broken & Beautiful è stato candidato ai Teen Choice Awards nella categoria miglior Canzone per film.